# 스카이액티브
스카이액티브(영어: Skyactiv, SKYACTIV으로 표기)는 마쓰다가 개발한 일련의 자동차 기술에 대한 브랜드 이름으로, 연비 및 엔진 출력을 향상시킨다. 스카이액티브 기술의 초기 발표에는 2011년부터 마쓰다 제품에 적용된 새로운 엔진, 변속기, 차체 및 섀시가 포함되었다.

## 마쓰다 스카이 컨셉트
스카이액티브의 전신으로, 마쓰다 스카이-G 2.3리터 직접 분사 휘발유 엔진, 마쓰다 스카이-D 2.2리터 디젤 엔진, 스카이-드라이브 자동변속기, 스카이-G 1.3 엔진 및 스카이-드라이브 자동변속기를 탑재한 마쓰다 키요라가 2008년 제40회 도쿄 모터쇼에서 공개되었다. 스카이액티브 컨셉트는 수정된 서스펜션 지오메트리, 개선된 자동 및 수동 변속기, 그리고 직접 분사, 업그레이드된 배기 매니폴드, 더 깨끗한 연소와 높은 열효율을 위한 압축비 증가 등 마쓰다 L-엔진의 다양한 개선 사항을 특징으로 한다. 마쓰다의 이전 마쓰다 3 및 마쓰다 6 섀시는 새로운 차량에 계승되었다.

## 스카이액티브-G
스카이액티브-G는 직접 분사 휘발유 엔진 제품군이다. 엔진 압축비는 14:1이지만, 미국 시장에서는 일반 가솔린으로 작동할 수 있도록 13:1로 설정되어 있다. 낮은 압축비는 토크와 연비를 3~5% 감소시킨다. 높은 압축으로 인한 노킹을 억제하기 위해 4-2-1 엔진 배기 시스템을 사용하여 잔류 가스를 줄이고, 피스톤 공동을 구현하며, 연료 분사를 최적화한다. 공기 흐름을 강화하고 분사 압력을 높이며 다중 홀 인젝터를 사용하여 연소 시간을 단축한다.
이 엔진 제품군은 체인 구동 이중 오버헤드 캠축, 가변 밸브 타이밍, 휘발유 직접 분사, 그리고 직접 점화를 특징으로 하는 완전 알루미늄 구조를 사용한다. 이 엔진은 미국 ULEV 배출가스 기준을 충족한다.

### 1.3 L
스카이액티브-G 1.3 (P3-VPS)은 자연흡기 엔진으로, 배기량은 1,298 cc (79.2 cu in)이며, 보어는 71 mm (2.8 in), 스트로크는 82 mm (3.2 in)이다. 2011년 오토모티브 엔지니어링 엑스포에서 공개되었다.
마쓰다 엔지니어 5명은 2012년 4월 20일 이 엔진 개발로 2011년 일본 기계학회 메달을 수상했다. 이 엔진은 마쓰다 데미오 1.3-스카이액티브에 처음 사용되었으며, CVT와 짝을 이룬 유일한 스카이액티브 엔진이다.
정격 출력은 62 kW (84 PS; 83 hp), 돌림힘은 113 N·m (83 lbf·ft)이다.
적용 차량:
- 2011년~현재 마쓰다 데미오/마쓰다 2

### 1.5 L
스카이액티브-G 1.5는 후륜구동(RWD)용으로 (PR-VP RS), 전륜구동(FWD)용으로 (P5 VPS F-P5)로 지정되었으며, 1,496 cc (91.3 cu in)의 자연흡기 엔진이며, 보어는 74.5 mm (2.93 in), 스트로크는 85.8 mm (3.38 in)이다. 이 엔진은 2014년 마쓰다 3의 아시아 및 유럽 시장 모델에 처음 도입되었다. 특정 아시아 시장 구성에서 6,000 rpm에서 85 kW (114 hp), 4,000 rpm에서 111 lb·ft (150 N·m)의 출력을 낸다. 이전 모델의 MZR 1.5 엔진에 비해 성능과 연비가 크게 향상되었다.
적용 차량:
- 2014년~현재 마쓰다 악셀라/마쓰다 3
- 2014년~현재 마쓰다 데미오/마쓰다 2
- 2016년~현재 마쓰다 로드스터/MX-5
- 2016–2020 마쓰다 2/사이언 iA/토요타 야리스 (북미)
- 2020년~현재 마쓰다 CX-3

### 2.0 L
스카이액티브-G 2.0 (PE-VPS)은 스카이액티브-G 제품군 중 처음으로 생산된 엔진이다.
이 자연흡기 엔진은 1,998 cc (2.0 L; 121.9 cu in)의 배기량을 가지며, 보어와 스트로크는 83.5 mm × 91.2 mm (3.29 in × 3.59 in)이다. 미국 버전은 압축비가 13.0:1이며, 6000 rpm에서 116 kW; 157 PS (155 bhp), 4600 rpm에서 200 N·m (148 lbf·ft)의 돌림힘을 생성한다. 일부 시장에서는 E85로 작동할 수 있는 플렉스 연료 변형이 제공되며, 121 kW; 164 PS (162 bhp)의 출력과 210 N·m (155 lbf·ft)의 돌림힘을 생성한다.
2011년 마쓰다 3의 엔진(자동변속기 탑재)과 비교하여, 도시 주행 시 연비는 10.2 L/100 km (23 mpg-US)에서 8.4 L/100 km (28 mpg-US)로, 고속도로 주행 시에는 7.1 L/100 km (33 mpg-US)에서 5.8 L/100 km (41 mpg-US)로 향상되었다.
적용 차량:

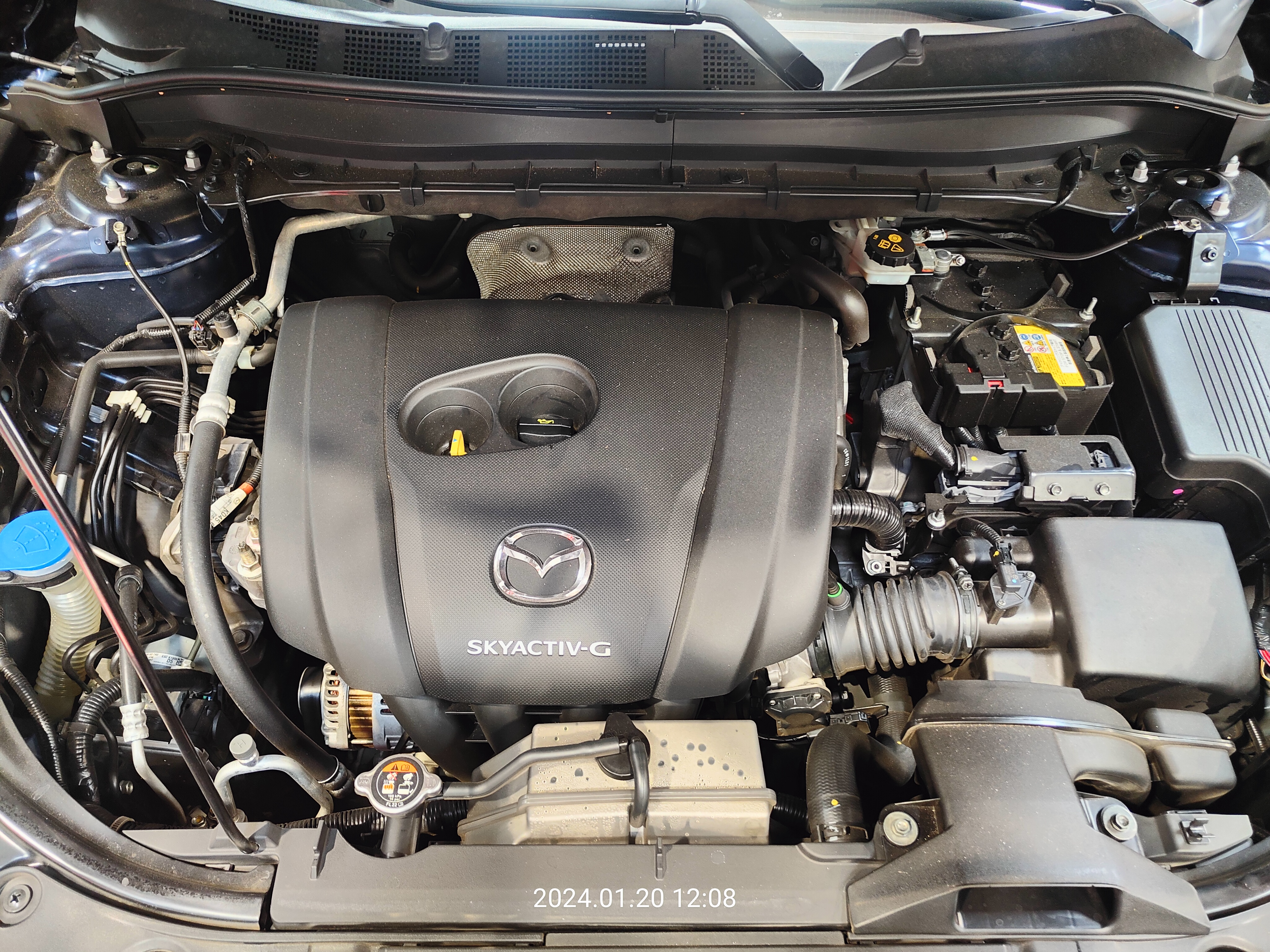
마쓰다 스카이액티브 2.0

- 2012년~현재 마쓰다 악셀라/마쓰다 3
- 2013년~현재 마쓰다 아텐자/마쓰다 6
- 2013년~현재 마쓰다 CX-5
- 2013–2018 마쓰다 비안테
- 2013–2015 마쓰다 프리마시/마쓰다 5
- 2015년~현재 마쓰다 CX-3
- 2016년~현재 마쓰다 로드스터/MX-5
- 2016–2024 마쓰다 CX-4 (중국)
- 2019년~현재 마쓰다 CX-30
- 2023년~현재 마쓰다 CX-50 (중국)

### 2.5 L
스카이액티브-G 2.5 (PY-VPS)는 2013년 마쓰다 6에 처음 사용된 2,488 cc (151.8 cu in)의 자연흡기 엔진이다. 보어는 89.0 mm (3.50 in), 스트로크는 100.0 mm (3.94 in)이다.
13:1 압축비의 미국 버전은 6,000rpm에서 139 kW; 190 PS (187 hp), 4,000rpm에서 252 N·m (186 lb·ft)를 생산한다. 2023년에는 엔진 출력이 142 kW; 194 PS (191 hp)로 증가했지만, 돌림힘은 동일하게 유지되었다.
2018년부터 생산된 스카이액티브-G 2.5 엔진은 연비 향상을 위해 실린더 비활성화 기능을 갖추고 있다.
CX-60의 경우 이 엔진은 100 kW; 136 PS (134 hp) 전기 모터와 17.8 kWh 리튬 이온 전지를 포함하는 플러그인 하이브리드 시스템과 짝을 이룬다. 결합된 출력은 241 kW; 327 PS (323 hp) 및 500 N·m (51.0 kg·m; 369 lb·ft)이다.
적용 차량:
- 2013년~현재 마쓰다 아텐자/마쓰다 6
- 2013년~현재 마쓰다 CX-5
- 2014년~현재 마쓰다 악셀라/마쓰다 3
- 2016–2025 마쓰다 CX-4
- 2020년~현재 마쓰다 CX-30
- 2022년~현재 마쓰다 CX-60[19]
- 2022년~현재 마쓰다 CX-60 PHEV
- 2023년~현재 마쓰다 CX-50
- 2023년~현재 마쓰다 CX-90 PHEV[20]
- 2024년~현재 마쓰다 CX-80 PHEV

### 2.5 L 터보
스카이액티브-G 2.5의 터보차저 (PY-VPTS) 버전은 10.5:1의 압축비를 가지며, 93 AKI 옥탄(98 RON) 가솔린으로 5,000 rpm에서 190 kW; 250 PS (250 hp), 2,500 rpm에서 430 N·m (320 lb·ft)를 생산하며, 87 AKI 옥탄(91 RON) 가솔린으로는 5,000 rpm에서 169 kW; 230 PS (227 hp), 2,000 rpm에서 420 N·m (310 lb·ft)를 생산한다. 최대 부스트 압력은 120 kPa (17.4 psi)이다. 특수 설계된 통로와 버터플라이 밸브 세트는 낮은 엔진 RPM에서 배기가스를 더 작은 오리피스를 통해 강제로 통과시켜 터보를 더 빠르게 돌리고 터보 지연을 최소화한다. 이 엔진은 배기 소기를 개선하기 위한 독특한 4-2-1 배기 매니폴드와 냉각된 배기 재순환 시스템을 갖추고 있으며, 이들 모두 연소실 온도를 낮추고 더 나은 연비로 부스트를 증가시키기 위해 설계되었다. CX-9 및 CX-5 차량에는 공랭식 인터쿨러가 장착되어 있는 반면, 마쓰다 3 및 CX-30에는 공간 절약을 위해 흡기 매니폴드에 통합된 수랭식 인터쿨러가 사용된다.

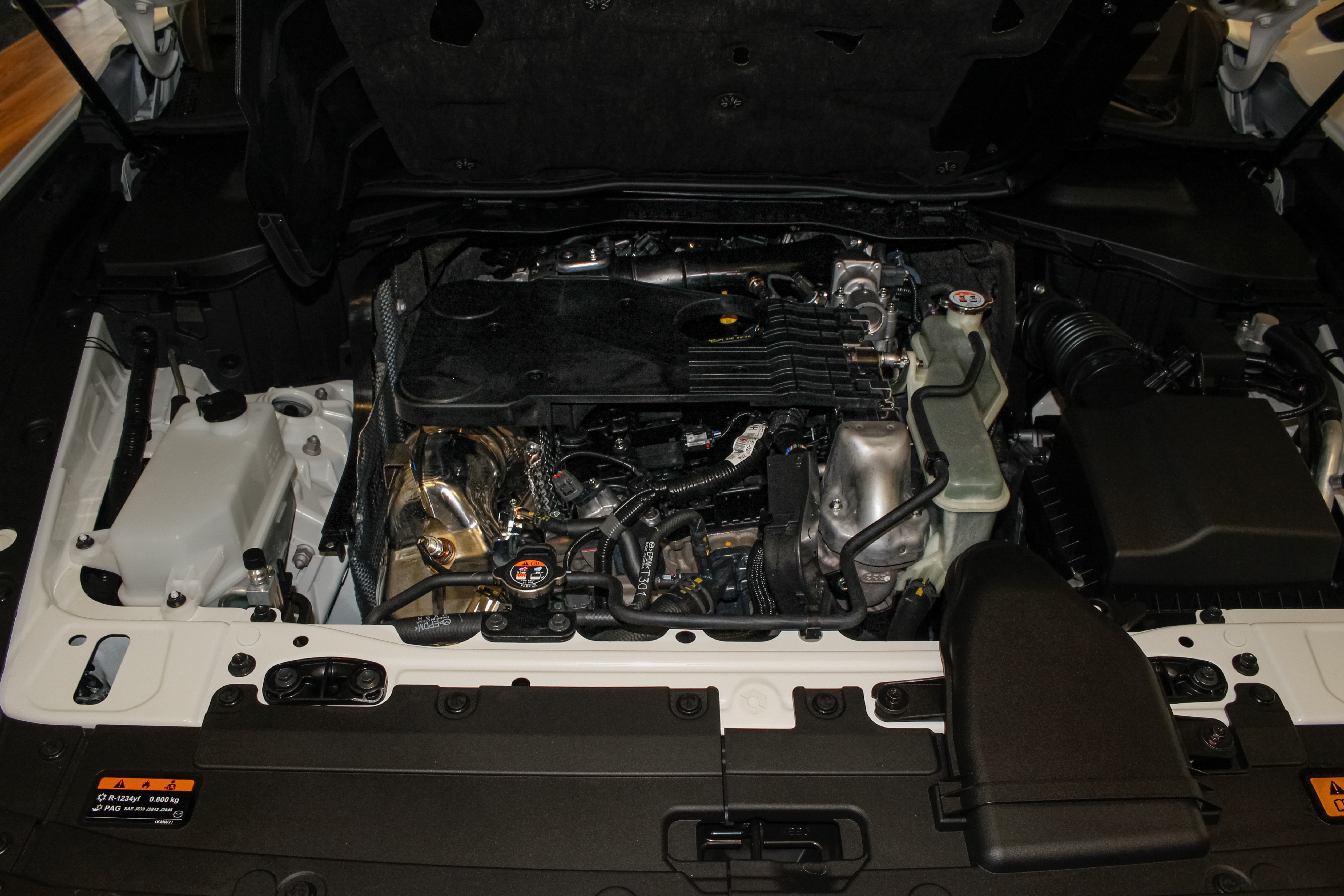
스카이액티브-G 3.3 직렬 6기통 (CX-70)

적용 차량:
- 2016–2024 마쓰다 CX-9
- 2018년~현재 마쓰다 CX-8
- 2018–2021 마쓰다 6
- 2019–2025 마쓰다 CX-5
- 2021년~현재 마쓰다 3
- 2021년~현재 마쓰다 CX-30
- 2023년~현재 마쓰다 CX-50

### 3.3 L
스카이액티브-G 3.3 (H3T)은 86.0 mm (3.39 in)의 보어와 94.2 mm (3.71 in)의 스트로크를 가진 세로 배치 3.3리터 터보차저 직렬 6기통 휘발유 엔진이다. 2023년 마쓰다 CX-90에 두 가지 버전으로 도입되었다. 각각 280 hp (209 kW; 280 hp; 284 PS)%s 및 450 N·m (332 lb·ft) 또는 340 hp (254 kW; 340 hp; 345 PS)%s 및 500 N·m (369 lb·ft)의 출력을 생산한다. 이 엔진은 낮은 출력과 높은 출력을 선택할 수 있으며, 프로그래밍에 약간의 차이가 있고 높은 출력 옵션에는 고급 휘발유가 필요하다. 고출력 버전(CX-90 터보 S용)에 일반 휘발유를 주유하면 출력이 319 hp (238 kW; 319 hp; 323 PS)%s로 감소한다.
- 2023년~현재 마쓰다 CX-60
- 2023년~현재 마쓰다 CX-70/CX-90

## 스카이액티브-X
스카이액티브-X는 균일예혼합압축착화 (HCCI)를 사용하는 최초의 상용 휘발유 엔진으로, 연료-공기 혼합물이 더 작은 별도로 점화된 연료량에 의해 압축될 때 자발적으로 점화된다. 이를 통해 스카이액티브-G의 14.0:1 압축비보다 향상된 16:1의 압축비에 도달할 수 있다. 이 엔진은 기존 스파크 점화 엔진보다 훨씬 희박한 혼합비로 작동할 수 있어 연료 소비와 배기가스를 줄인다.
이 엔진은 HCCI 기술을 활용하여 20-30% 더 높은 연비를 목표로 한다. 압축 점화로 인한 점화 문제를 해결하기 위해 각 실린더에는 스파크 제어 압축 점화(SPCCI) 기술을 특징으로 하는 점화 플러그도 포함되어 있다. 작은 루츠형 슈퍼차저는 엔진에 더 많은 공기를 공급하여 압축 점화 작동 범위를 더욱 확장하고, 고속에서도 압축 점화에 충분히 희박한 혼합기를 만든다.
SPCCI는 희박하고 균일한 공기-연료 혼합물을 흡입한 후, 혼합물이 자연 발화할 지점에 근접할 때까지 압축한다. 그런 다음 두 번째 인젝터가 점화 플러그에 직접 두 번째 연료 주입량을 추가한다. 이 두 번째 주입량은 점화 플러그에 의해 점화되어 실린더 압력이 매우 빠르게 상승하여 나머지 연료가 압축 점화를 겪게 된다. 점화 플러그의 존재는 엔진이 고속 고부하 상황과 같은 일부 작동 조건에서 스파크 점화 엔진으로도 작동할 수 있도록 한다. 2019년 6월 5일 공개된 출력은 132 kW (179 PS; 177 hp), 돌림힘은 224 N·m (165 lb·ft)이다.
마쓰다는 배기량 3.0리터 및 3.3리터의 직렬 6기통 스카이액티브-X 변형을 후륜 구동 레이아웃으로 개발 중이다. 2022년에 마쓰다 CX-60과 아마도 4세대 후륜 구동 마쓰다 6에 새로운 엔진 생산이 시작될 것으로 예상되었다. 그러나 로드 & 트랙 잡지에 따르면, 2022년 3월 오토카 잡지에서 마쓰다 유럽 개발 및 엔지니어링 선임 매니저인 요아힘 쿤츠(Joachim Kunz)는 마쓰다가 SUV 판매를 우선시하고 있기 때문에 후륜 구동 세단 계획은 없다고 밝혔다.

### 2.0 L
적용 차량:
- 2019년~현재 마쓰다 3
- 2019년~현재 마쓰다 CX-30

## 스카이액티브-D

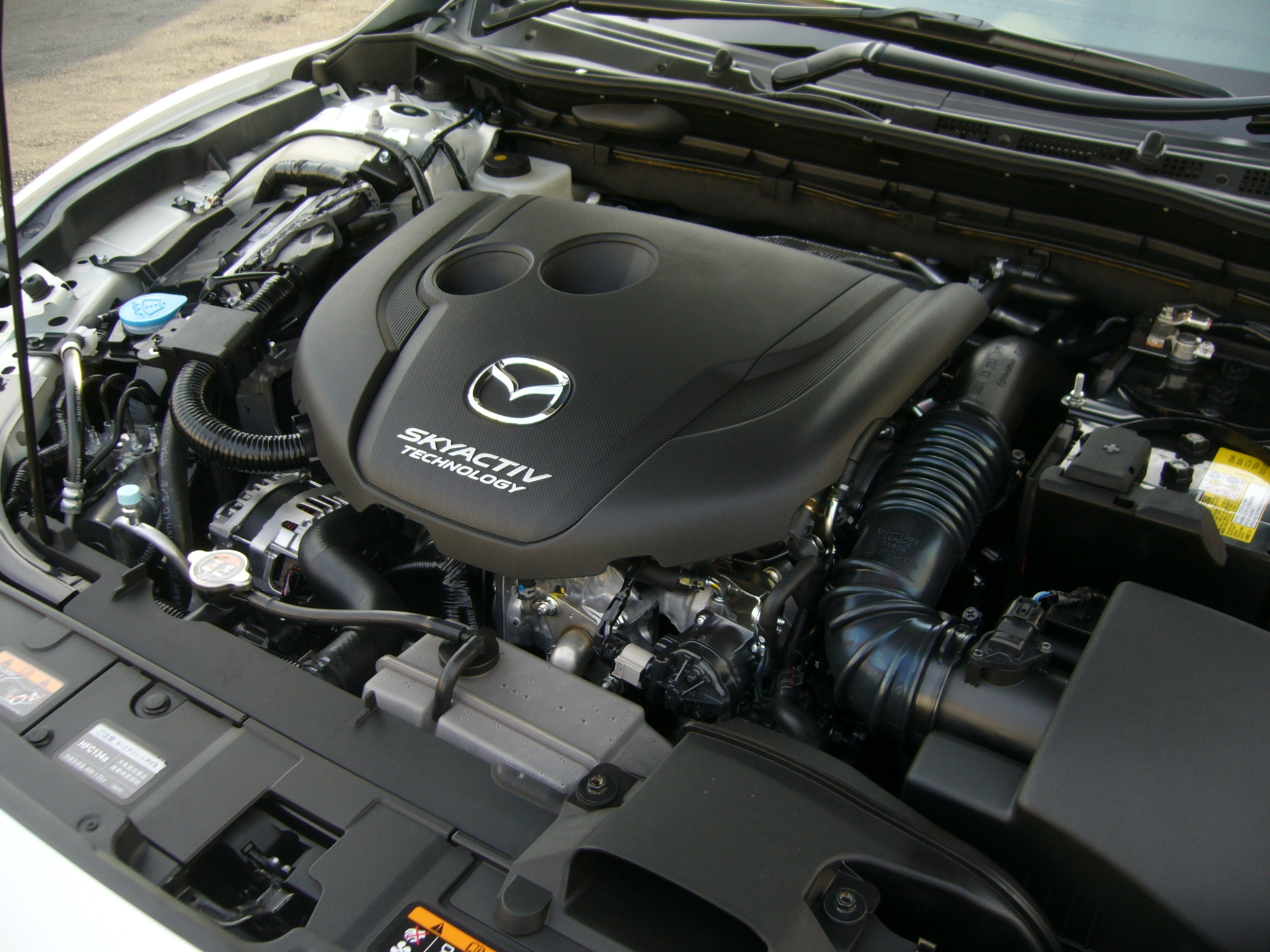
스카이액티브-D (SH-VPTR) 디젤 엔진 (마쓰다 6용)

스카이액티브-D는 글로벌 배출가스 규제를 준수하도록 설계된 터보차저 디젤 엔진 제품군이다.
현대 디젤 엔진에서 질소산화물(NOx) 및 미립자 처리의 필요성을 없애기 위해 실린더 압축비는 14.0:1로 감소된다. 저온 엔진 시동은 3가지 프로그래밍 가능한 분사 패턴을 가진 다중 홀 피에조 인젝터와 세라믹 글로우 플러그 채택을 통해 달성된다. 엔진 실화는 배기 시 가변 밸브 리프트를 통해 방지되는데, 이는 흡기 행정 중에 배기 밸브를 열어 엔진 공기 온도를 높인다. 스카이액티브-D는 또한 2단계 터보차저를 사용하는데, 운전 조건에 따라 작고 큰 터보 중 하나가 선택적으로 작동된다.

### 1.5 L
스카이액티브-D 1.5 (S5-DPTS/S5-DPTR)는 1,497 cc (91.4 cu in) 엔진으로, 4세대 마쓰다 데미오/마쓰다 2에 처음 도입되었다. 압축비 14:1을 특징으로 한다.

### 스카이액티브-D 1.5
| 엔진 코드   | S5-DPTS | S5-DPTR |
| ----------- | --- | --- |
| 실린더 배열 | 직렬 4기통 DOHC 16밸브 직접 분사 터보 | 직렬 4기통 DOHC 16밸브 직접 분사 터보 |
| 배기량      | 1,497 cc | 1,497 cc |
| 보어        | 76 mm | 76 mm |
| 스트로크    | 82.5 mm | 82.5 mm |
| 압축비      | 14.8：1 | 14.8：1 |
| 연료 분사   | 커먼 레일 | 커먼 레일 |
| 최대 출력   | 105 PS (77 kW; 104 hp) / 4,000 rpm | 105 PS (77 kW; 104 hp) / 4,000 rpm |
| 최대 돌림힘 | 220 N·m (162 lb·ft) / 1,400-3,200rpm（마쓰다 2/데미오, 수동 버전） 250 N·m (184 lb·ft)（25.5 kgf·m）/ 1,500-2,500rpm（마쓰다 2/데미오 & CX-3, 자동 버전） 270 N·m (199 lb·ft)（27.5 kgf·m）/ 1,600-2,500rpm（마쓰다 3/악셀라） | 220 N·m (162 lb·ft) / 1,400-3,200rpm（마쓰다 2/데미오, 수동 버전） 250 N·m (184 lb·ft)（25.5 kgf·m）/ 1,500-2,500rpm（마쓰다 2/데미오 & CX-3, 자동 버전） 270 N·m (199 lb·ft)（27.5 kgf·m）/ 1,600-2,500rpm（마쓰다 3/악셀라） |
| i-ELOOP     | 사용 불가 | 사용 가능 |

적용 차량:
- 2014년~현재 마쓰다 데미오/마쓰다 2
- 2014년~2018년 마쓰다 악셀라/마쓰다 3
- 2015년~2018년 마쓰다 CX-3

### 1.8 L
스카이액티브-D 1.8 (S8-DPTS/S8-DPTR)은 1,759 cc (107.3 cu in)이며, 2018년 페이스리프트된 마쓰다 CX-3에 도입되었다.

### 스카이액티브-D 1.8
| 엔진 코드      | S8-DPTS                                              | S8-DPTR                                              |
| -------------- | ---------------------------------------------------- | ---------------------------------------------------- |
| 실린더 배열    | 직렬 4기통 DOHC 16밸브 직접 분사 터보                | 직렬 4기통 DOHC 16밸브 직접 분사 터보                |
| 배기량         | 1,756 cc                                             | 1,756 cc                                             |
| 보어           | 79.0 mm                                              | 79.0 mm                                              |
| 스트로크       | 89.6 mm                                              | 89.6 mm                                              |
| 압축비         | 14.8：1                                              | 14.8：1                                              |
| 연료 분사 방식 | 커먼 레일                                            | 커먼 레일                                            |
| 최대 출력      | 114 hp (85 kW)/ 4,000 rpm 128 hp (95 kW) / 4,000 rpm | 114 hp (85 kW)/ 4,000 rpm 128 hp (95 kW) / 4,000 rpm |
| 최대 돌림힘    | 270 N·m (199 lb·ft)（27.5 kgf·m）/ 1,600-2,600rpm    | 270 N·m (199 lb·ft)（27.5 kgf·m）/ 1,600-2,600rpm    |
| i-ELOOP        | 사용 불가                                            | 사용 가능                                            |

적용 차량:
- 2018년~현재 마쓰다 CX-3
- 2019년~현재 마쓰다 3
- 2019년~현재 마쓰다 CX-30

### 2.2 L
스카이액티브-D 2.2 (SH-VPTS/SH-VPTR)는 2,191 cc (133.7 cu in) 엔진으로, 양산 차량에 사용된 최초의 스카이액티브-D 엔진이었다. 마쓰다 CX-5에 처음 사용되었다. 마쓰다 6에서는 129 kW (173 hp)의 출력과 420 N·m (310 lb·ft)의 돌림힘을 생산한다. 업그레이드된 버전의 스카이액티브-D는 2013 롤렉스 스포츠카 시리즈 시즌에 출전하여 마쓰다가 GX 제조사 챔피언십에서 우승하는 데 기여했다. 이 엔진은 유나이티드 스포츠카 시리즈에서 두 대의 롤라 LMP2 차량에 다시 사용될 예정이다.
| 엔진 코드   | SH-VPTS | SH-VPTR |
| ----------- | --- | --- |
| 실린더 배열 | 직렬 4기통 DOHC 16밸브 직접 분사 터보 | 직렬 4기통 DOHC 16밸브 직접 분사 터보 |
| 배기량      | 2,188 cc | 2,188 cc |
| 보어        | 86 mm | 86 mm |
| 스트로크    | 94.2 mm | 94.2 mm |
| 압축비      | 14.0：1（170 & 175 PS 버전) 14.4 : 1（190 & 200 PS 버전） | 14.0：1（170 & 175 PS 버전) 14.4 : 1（190 & 200 PS 버전） |
| 연료 분사   | 커먼 레일 | 커먼 레일 |
| 최대 출력   | 150 PS (110 kW; 148 hp) (4,500 rpm) 170 PS (125 kW; 168 hp) (4,500 rpm, 북미 버전) 175 PS (129 kW; 173 hp) (4,500 rpm) 190 PS (140 kW; 187 hp) (4,500 rpm) 200 PS (147 kW; 197 hp) (4,000 rpm) | 150 PS (110 kW; 148 hp) (4,500 rpm) 170 PS (125 kW; 168 hp) (4,500 rpm, 북미 버전) 175 PS (129 kW; 173 hp) (4,500 rpm) 190 PS (140 kW; 187 hp) (4,500 rpm) 200 PS (147 kW; 197 hp) (4,000 rpm) |
| 최대 돌림힘 | 380 N·m (280 lb·ft) 420 N·m (310 lb·ft) 450 N·m (332 lb·ft) (2,000 rpm) | 380 N·m (280 lb·ft) 420 N·m (310 lb·ft) 450 N·m (332 lb·ft) (2,000 rpm) |
| i-ELOOP     | 사용 불가 | 사용 가능 |
| 터보 부스트 | 25.84 bar | 25.84 bar |

적용 차량:
- 2012년~현재 마쓰다 CX-5
- 2012년~현재 마쓰다 6
- 2013년~2018년 마쓰다 3
- 2017년~현재 마쓰다 CX-8

### 3.3 L
스카이액티브-D 3.3은 세로 배치 직렬 6기통 3,287 cc (200.6 cu in) 엔진으로, 2022년 마쓰다 CX-60에 도입되었다.
| 엔진 코드   | T3-VPTS                                                                         |
| ----------- | ------------------------------------------------------------------------------- |
| 실린더 배열 | 직렬 6기통 DOHC 24 밸브 직접 분사 터보                                          |
| 배기량      | 3,283 cc                                                                        |
| 보어        | 86.0 mm                                                                         |
| 스트로크    | 94.2 mm                                                                         |
| 압축비      | 15.2                                                                            |
| 연료 분사   | 덴소 i-ART 피에조 타입 250MPa                                                   |
| 최대 출력   | 254 PS (187 kW)/ 3,750 rpm 16.9 PS (12 kW)/ 900 rpm （전기 모터）               |
| 최대 돌림힘 | 550 N·m (406 lb·ft)/ 1,500-2,400 rpm 153 N·m (113 lb·ft)/ 200 rpm （전기 모터） |
| 전기 모터   | MR46 영구 자석 동기 모터                                                        |
| 터보 부스트 | 2.105 bar                                                                       |

적용 차량:
- 2022년~현재 마쓰다 CX-60[19]
- 2024년~현재 마쓰다 CX-80
- 2023년~현재 마쓰다 CX-90[39]

### 고유 기술
스카이액티브-D는 양산차 최초로 저압축 디젤을 채택한 엔진으로, 1세대에서는 일반적인 16:1 이상의 압축비보다 훨씬 낮은 14:1의 압축비를 가졌다. 수십 년 동안 수많은 대학 연구에서 저압축 디젤의 이점을 조사했으며, 단일 실린더 대학 테스트에서 확인된 주요 이점은 미립자 물질 및 연소 소음을 줄이면서 NOx 배출량을 크게 줄이는 것이다. 이러한 연구들은 모두 배출량 감소가 눈에 띄게 나타났지만, 이는 어려운 저온 시동을 희생해야 한다는 결론을 내렸다. 마쓰다는 스카이액티브-D에서 작동 조건에 따라 패턴을 변경하는 다중 노즐 피에조 연료 인젝터를 사용하여 이 문제를 해결했다. 또한, 엔진 시동 시 배기 밸브가 약간 열려 배기가스가 실린더로 흡입되어 엔진이 빠르게 워밍업하는 데 도움이 된다.

### 초기 문제
스카이액티브-D 엔진을 장착한 CX-5는 출시 초기 예상보다 빨리 엔진오일 수위가 상승하는 문제가 보고되어, 소유자는 1000km마다 또는 매월 차량의 엔진오일을 확인하고 딥스틱 수위 이상으로 오일이 보이면 딜러에게 돌아가야 했다. 이 절차는 마쓰다가 예방 조치로 전 세계적으로 시작했다. 마쓰다는 엔진 출시 후 몇 달 안에 소프트웨어 개정과 올바른 수위의 새 딥스틱을 통해 이 문제를 해결했다.
이것은 나중에 사실이 아님을 밝혀졌는데, 핵심 문제는 인젝터 씰이었다. 마쓰다가 이 씰을 고정하는 데 사용한 방법은 저온 디젤 미립자 필터 재생 주기가 시작될 때마다 충분한 클램핑력을 제공하지 못하여 배기가스가 밸브 커버로 새어 들어가 오일을 오염시켰다. 또한, 엔진 블록에 과압을 가하여 엄청난 양의 측정되지 않은 연료/오일 혼합물이 연소실로 다시 유입되었다.
최종 결과는 엔진 고장을 초래하는 막힌 오일 픽업이거나, 극심한 실린더 압력, 막힌 흡기 매니폴드, 재로 가득 찬 미립자 필터, 배기 및 흡기 매니폴드 압력 센서, 그리고 거의 끊임없는 재생 주기 때문에 급증하는 연료 소비의 매우 값비싼 피드백 루프였다.
마쓰다는 호주 시장을 제외하고 이 사실을 공식적으로 인정하지 않고 있지만, 이 문제에 대한 여러 마쓰다 서비스 정보 문서가 존재하며 문제를 해결하고 있다. 가장 주목할 만한 것은 새로운 SHY1-13-148A 인젝터 너트/와셔 고정 절차를 설명하는 M001/007A이다.

### 배출가스 기준 및 테스트
2012년 출시 당시 마쓰다는 스카이액티브-D 엔진이 유로 5 배출가스 기준 (NOx 0.18 g/km)만 준수할 것이며, 더 엄격한 배출가스 기준을 달성하기 위해서는 추가 작업이 필요하다고 밝혔다.
폭스바겐 배기가스 조작 사건 여파로 일본 정부는 일본에서 생산되는 모든 디젤 엔진에 대해 폭스바겐처럼 일본 제조업체가 배기가스를 조작하지 않았는지 확인하기 위해 테스트를 수행했다. 스카이액티브-D 엔진이 표준에 부합하거나 거의 부합하는 유일한 엔진으로 판명되었다.

### 미국 EPA 배출가스 기준 달성
2019년 뉴욕 모터쇼에서 마쓰다는 스카이액티브-D 2.2L 엔진을 장착한 2019년형 CX-5의 사전 판매를 시작할 것이라고 발표했다. 그러나 미국 EPA 배출가스 기준을 달성하기 위해 필요한 변경 사항은 아래에서 보는 바와 같이 유로 5 규격 엔진과 비교하여 상당한 성능 및 경제성 페널티를 초래했다.
유로 5 규격 호주 스카이액티브-D 2.2L의 사양은 다음과 같다:
- 출력: 140 kW (190 hp) @ 4,500 rpm
- 돌림힘: 450 N·m (330 lbf·ft) @ 2,000 rpm
- 연료 소비량 (호주 ADR 81/02)
  - 복합 5.7 L/100 km (41.3 mpg)
  - 시내 6.5 L/100 km (36.2 mpg)
  - 고속도로 5.2 L/100 km (45.2 mpg)

미국 EPA 규격 미국 스카이액티브-D 2.2L의 사양은 다음과 같다:
- 출력: 125 kW (168 hp) @ 4,000 rpm
- 돌림힘: 390 N·m (290 lb·ft) @ 2,000 rpm
- EPA 예상 연비:
  - 시내 27 mpg-US (8.7 L/100 km; 32 mpg-imp)
  - 고속도로 30 mpg-US (7.8 L/100 km; 36 mpg-imp)

### 리콜
2016년 9월, 마쓰다는 디젤 엔진 고장을 일으킬 수 있는 결함으로 인해 일본에서 13만 대의 차량을 리콜했다.
대부분의 문제는 나중에 해결되었지만, 2.2 엔진은 흡기 매니폴드를 막는 심각한 탄소 축적 문제로 고통받았다. 다른 결함으로는 터보 전환 밸브 고장이 있어 완전한 트윈 터보 유닛을 교체해야 했다.
마쓰다는 탄소 퇴적물 축적 문제로 인해 2012년부터 2018년형 디젤 마쓰다 3, 마쓰다 6, CX-5를 리콜했다.

## 스카이액티브-하이브리드
스카이액티브-하이브리드 기술은 2013년 판매된 차량용 스카이 엔진에 사용하도록 원래 라이선스를 받은 토요타의 하이브리드 시너지 드라이브 기술과 스카이액티브-G 엔진을 사용하는 전기 하이브리드 엔진 기술이다.
최초의 소매용 마쓰다 스카이액티브-하이브리드 차량인 14:1 압축비의 스카이액티브-G 2.0 엔진을 탑재한 마쓰다 3 스카이액티브-하이브리드는 2013년 도쿄 모터쇼에서 공개되었다.

## 스카이액티브-CNG
스카이액티브-CNG 엔진은 압축 천연가스로 구동된다. 최초의 소매용 마쓰다 스카이액티브-CNG 프로토타입 차량인 마쓰다 3 스카이액티브-CNG 컨셉트는 2013년 도쿄 모터쇼에서 공개되었다.

## 스카이액티브-R
스카이액티브-R 엔진은 마쓰다의 차세대 로터리 엔진이다.
스카이액티브-R 로터리 엔진을 탑재한 마쓰다 RX-비전 컨셉트는 2015년 도쿄 모터쇼에서 공개되었다.
2023년, 마쓰다는 이 세대 로터리 엔진의 첫 양산 버전을 공개했다. 마쓰다 MX-30 R-EV에 사용된 이 엔진은 4500rpm에서 56 kW (75 hp)의 출력을 제공하며, 단일 로터 디자인에 830 cc의 배기량을 가진다.

## e-스카이액티브
e-스카이액티브는 배터리-전기 파워트레인이다.
적용 차량:
- 2020년~현재 마쓰다 MX-30

## e-스카이액티브-G
e-스카이액티브-G는 최초의 마일드 하이브리드 파워트레인이다.
적용 차량:
- 2019년~현재 마쓰다 3
- 2019년~현재 마쓰다 CX-30

## 스카이액티브-드라이브
스카이액티브-드라이브는 SKY-드라이브라는 이름의 자동변속기 제품군이다. 마쓰다는 특정 상황에서 듀얼 클러치 동작이 최적화되지 않아 자동변속기에서 듀얼 클러치 기술을 거부했다. 대신, 마쓰다는 기존의 자동변속기를 재설계하여 토크컨버터의 부담을 줄이고 다판 클러치가 대부분의 시간 동안 토크컨버터를 분리하도록 했다. 새로운 스카이액티브 자동변속기는 전진 6단 또는 8단, 후진 1단, 짧은 토크컨버터, 그리고 토크컨버터와 통합된 클러치로 설계되었다.

## 스카이액티브-MT
스카이액티브-MT는 수동 변속기 제품군이다. 짧은 시프트 레버 스트로크로 가벼운 시프트 노력을 달성하기 위해 레버 비율이 증가된다. 그러나 짧은 내부 스트로크를 극복하기 위해 작은 모듈 스플라인이 사용된다. 시프트 이동 거리는 15% 감소하여 모든 승용차 중에서 가장 짧은 시프트 이동 거리를 갖는다.
무게를 줄이기 위해 3축 기어 트레인은 후진 기어와 1단 기어를 동일한 샤프트에 배치하고, 더 짧은 보조 샤프트를 사용하도록 설계되었다.

## 스카이액티브 멀티 솔루션 확장 가능 아키텍처
스카이액티브 멀티 솔루션 확장 가능 아키텍처는 횡치 엔진 레이아웃의 전륜구동 모델(소형 제품군)과 종치 엔진 레이아웃의 후륜구동 차량(대형 제품군)을 모두 지원하는 자동차 플랫폼이다.

### 소형 제품군
소형 제품군은 횡치 엔진 레이아웃으로 설계된 전륜구동 및 4륜구동 자동차 플랫폼이다.
적용 차량:
- 2019년~현재 마쓰다 3
- 2019년~현재 마쓰다 CX-30
- 2020년~현재 마쓰다 MX-30
- 2022년~현재 마쓰다 CX-50

### 대형 제품군
대형 제품군은 종치 엔진 레이아웃으로 설계된 후륜구동 및 4륜구동 자동차 플랫폼이다.
적용 차량:
- 2022년~현재 마쓰다 CX-60[19]
- 2023년~현재 마쓰다 CX-90[20]
- 2024년~현재 마쓰다 CX-70
- 2024년~현재 마쓰다 CX-80